# 합스부르크 군주국
합스부르크 군주국(독일어: Habsburgermonarchie, 발음 [ˈhaːpsbʊʁɡɐmonaʁˌçiː] ( 듣기)), 또는 도나우 군주국(독일어: Donaumonarchie, 발음 [ˈdoːnaʊ̯monaʁˌçiː] ( 듣기)), 혹은 합스부르크 제국(독일어: Habsburgerreich, 발음 [ˈhaːpsbʊʁɡɐˌʁaɪ̯ç] ( 듣기))은 합스부르크 왕가, 특히 오스트리아 가문이 통치하던 제국, 왕국, 공작령, 군, 기타 정치의 조직체였다.
역사학에서 '오스트리아' 또는 '오스트리아인'이라는 용어는 18세기 이후 합스부르크 왕가의 약자로 자주 사용된다. 1438년부터 1806년까지 합스부르크 왕가의 통치자들은 신성 로마 제국 황제로서 거의 지속적으로 통치했다. 그러나 신성 로마 제국의 영토는 대부분 자치적이었고, 따라서 합스부르크 군주국의 일부로 간주되지 않았다.
합스부르크 왕가의 역사는 1273년 루돌프 1세가 독일의 왕으로 선출되었고, 1282년 합스부르크 왕가를 위해 오스트리아 공국을 점령한 것으로 거슬러 올라간다. 1482년 막시밀리안 1세는 혼인을 통해 네덜란드를 획득했다. 두 왕국 모두 스페인의 왕위와 식민지를 물려받은 그의 손자이자 후계자인 카를 5세에게 넘어갔고, 따라서 합스부르크 제국을 가장 큰 영토 범위에서 통치하게 되었다. 1556년 카를 5세가 퇴위하자 그의 아들 펠리페 2세와 헝가리와 보헤미아의 국왕으로 선출된 페르디난트 1세 사이에 분열이 일어났다. 이베리아, 네덜란드, 부르고뉴, 이탈리아 영토를 모두 차지하던 스페인 지부는 1700년에 소멸되었다. 신성 로마 제국, 헝가리, 보헤미아 및 기타 여러 영토를 통치하던 오스트리아 분파도 1564년에 서로 다른 분파로 갈라졌으나 101년 후에 다시 통합되었다.
합스부르크 군주제는 왕실의 개인적인 연합으로, 합스부르크 궁정 그 자체 외에는 통일된 법률이나 공유된 제도가 없었다. 합스부르크 제국은 1804년 오스트리아 제국의 형성과 함께 통일되었고, 이후 1867년 오스트리아-헝가리 제국과 오스트리아-헝가리 제국간의 타협으로 둘로 나뉘었다. 군주제는 제1차 세계 대전 말기에 불가피한 패배에 직면하여 분열되기 시작했고, 1918년 말 독일-오스트리아 공화국과 헝가리 제1공화국이 선포되면서 결국 해체되었다.
역사학에서 합스부르크 군주국(오스트리아 분파)은 메토니즘에 의해 종종 "오스트리아"라고 불린다. 1700년경, 라틴어로 "monchia austriaca"라는 용어가 편의용어로 사용되기 시작했다. 1526년 이전 보헤미아의 왕위 계승 영토인 에르블란데, 1714년부터 1794년까지의 스페인령 네덜란드, 그리고 이탈리아 제국 내의 몇몇 영지들을 포함했다. 제국 밖에서는 오스만 제국의 희생으로 이루어진 정복뿐만 아니라 헝가리 왕국의 모든 영토를 포함했다. 프라하에 있던 1583년부터 1611년까지를 제외하고, 왕가의 수도는 빈이었다.

## 기원

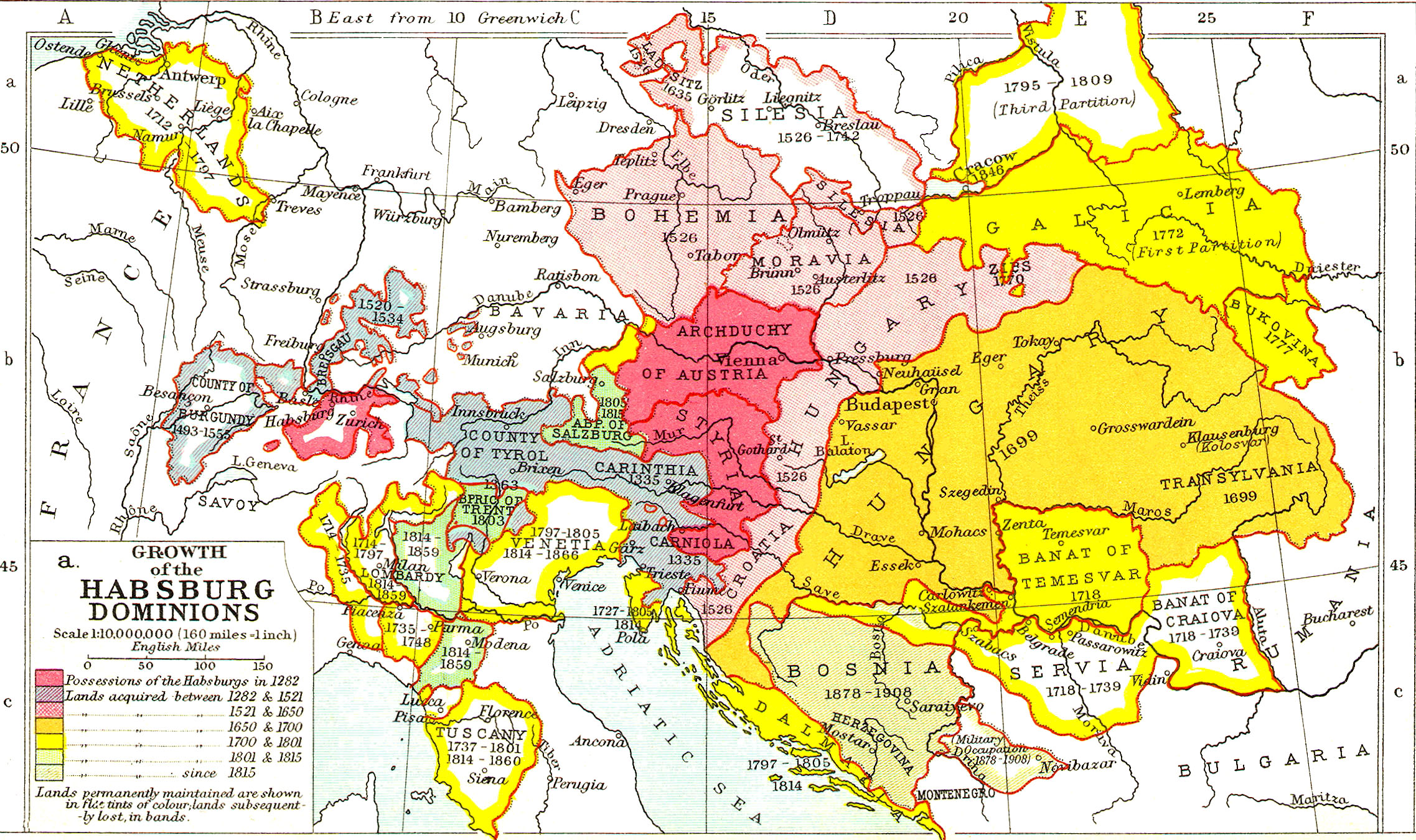
합스부르크의 영토 확장

합스부르크 가는 현재의 스위스에 위치한 합스부르크성을 지배하는 백작가였다. 1279년 루돌프 1세가 오스트리아 영지를 획득한 이후, 오스트리아는 합스부르크 가의 지배령이 되었다. 이후 합스부르크 왕가는 결혼과 입양을 통해 유럽에서 가장 강력한 가문 가운데 하나로 떠올랐다.
신성 로마 제국 황제 카를 5세의 동생 오스트리아 대공 페르디난트는 헝가리-보헤미아의 왕 러요시 2세가 죽은 후 헝가리와 보헤미아의 왕이 되었다. 헝가리는 이후 합스부르크 왕가의 영지가 되었다.

## 특징
합스부르크 왕가의 여러 영지가 단일 국가로 합쳐진 적은 없다. 합스부르크 왕가는 각각의 지방은 각 지역의 독자적 관습에 따라 다스렸다. 17세기 중반까지는 가문의 서로 다른 일원이 각 나라를 따로 다스리는 경우도 많았다. 마리아 테레지아와 그의 아들 요제프 2세는 18세기 중후반에 걸쳐 이들 영지를 중앙집권화하기 위해 많은 노력을 기울였다. 그러나 요제프의 과감한 개혁은 반란에 부딪혀 무위로 돌아갔다.
1848년 오스트리아 제국 각지에서 반란이 일어났다. 이를 계기로 오스트리아 제국은 점차 수도 빈을 중심으로 집권화된 관료제 국가로 변모하게 되었다. 제국의 일부였던 헝가리 왕국은 여러 지방으로 해체되어 제국으로 편입되었다. 그러나 이탈리아 독립전쟁 및 프로이센-오스트리아 전쟁의 패배 후 이 정책은 폐기되었고, 헝가리와의 대타협이 이루어졌다. 이로서 오스트리아와 헝가리가 각각 자치권을 갖고 외교 및 군사 정책에서만 협력하는 오스트리아-헝가리 제국이 탄생했다.
오스트리아-헝가리 제국은 1차대전 패배 이후 불거진 민족 간 갈등으로 붕괴되었다. 이후 제국의 일부는 새로 생겨난 오스트리아 공화국 및 헝가리 공화국으로 이어졌고, 상당한 영토가 이탈리아, 루마니아, 폴란드, 세르비아, 체코 등의 주변국으로 흡수되었다.

## 합스부르크 제국 외의 영토
합스부르크 제국 외에도 합스부르크 왕가의 일원들은 다양한 영토를 다스렸으나, 이들 영토는 합스부르크 제국으로 간주되지 않는다.
스페인계 합스부르크 왕가는 1516년부터 1700년까지 스페인을 다스렸다. 또다른 방계 가문은 1765년부터 1801년까지 토스카나 대공국을 다스렸고, 일시적으로 망명하여 잘츠부르크 및 뷔르츠부르크를 다스리다가 다시 복귀하여 1814년부터 1859년까지 토스카나 대공으로 재위했다.

## 영토

### 세속 영지
오스트리아 대공국 (오버외스터라이히, 니더외스터라이히) 

슈타이어마르크 공국 

케른텐 공국 

아드리아해 연해변과 트리에스테 

이스트리아 (베네치아 공화국으로부터 1797년에 얻음)
고리치아그라디스카 

티롤 백국 

포어아를베르크 

퍼더외스터라이히 

잘츠부르크 공국 (빈 회의로 1805년에 얻음)  

뵈멘 왕국령 : 뵈멘 왕국과 모라바 대공국, 실레시아와 상하 루사티아를 포함한다.  

헝가리 왕국령 

## 기타 영토
다음 영토들은 위에 영토들에 비하여 짧은 시간동안 합스부르크 군주국에 존재한 영토들이다.
트란실바니아 대공국, 카를로비츠 조약으로 1699년 획득, 1867년(대타협)까지 통치  

세르비아 왕국, 1688년~1691년, 1718년~1739년, 1788년~1791년 

오스트리아령 네덜란드 1713년~1792년 

밀라노 공국, 1713년~1797년 

나폴리 왕국, 1713년~1735년 

사르데냐 왕국, 1713년~1720년 

테메스바르 바나트, 1718년~1918년 

올테니아, 1718년~1739년 

시칠리아 왕국, 1720년~1735년 

파르마 공국, 1735년~1748년 

갈리치아-로도메리아 왕국, 1772년~1918년 

부코비나 공국, 1772년~1918년 

노바갈리치아와 크라쿠프, 1795년~1809년 

베네치아, 1797년~1805년 

달마티아 왕국, 1797년~1805년, 1814년~1918년 

롬바르디아 왕국, 1814년~1859년 

세르비안 보이보디나 공국, 1688년~1918년 

산자크, 1878년~1918년 

보스니아 헤르체고비나, 1879년~1918년 

## 같이 보기
- 보편군주제